# 蔡萊
蔡萊（16世紀—17世紀），字望彭，江西南昌府豐城縣籍，南昌縣三江口人，明朝政治人物。

## 生平
蔡萊是天啟元年（1621年）辛酉科江西鄉試舉人，授上饒教諭，得福建巡撫推薦擢福州同知，當時鄭芝龍盤踞海上，他到任後寫信切責，鄭芝龍婉言辭謝，拿出珍玩作餽贈但被他推卻不受，使鄭芝龍畏懼，同時他在外招安，內修戰具，不久署理知府篆務，並護理福州兵備道僉事事，擅於鎮撫，海寇不敢侵犯，又曾代民償還積欠，釋放無辜囚犯，福州人都感激他，因病吿歸。

## 引用
1. 1 2  民國《南昌縣志·卷三十三·人物志四》：蔡萊，字望彭，三江口人，由舉人任上饒教諭，尋以閩撫薦擢福州府同知，時鄭芝龍踞海上橫甚，萊抵任以書責之，芝龍婉辭謝，且遺以珍玩卻不受，芝龍畏之，萊外示招安，內修戰具，旋署府篆護理兵備道事，海賊無犯境者，又嘗為民償積欠，釋無辜囚，閩人尤德之，以疾吿歸。
2. ↑  民國《南昌縣志·卷二十二·選舉志三》：科第下……明……天啟元年辛酉鄉試……蔡萊 字望彭，三江口人，豐城籍，詳傳
3. ↑  錢海岳《南明史·卷八十七·列傳第六十三》：時南昌、瑞州、九江、南康、饒州、廣信遺臣：……（南昌）蔡萊，字望彭，天啟元年舉於鄉。授福州同知，護僉事，善鎮撫，海寇不敢犯。引病歸。